# イリバレン数
イリバレン数（イリバレンすう、英: Iribarren number）とは、流体力学において用いられる無次元数の一種である。イリバレン数 {\displaystyle \xi } は以下のように定義される：
{\displaystyle \xi ={\frac {\tan \alpha _{s}}{\sqrt {\frac {H_{I}}{L}}}}}
ここで {\displaystyle \alpha _{s}} は斜面の傾斜角、{\displaystyle H_{I}} は入射する波の高さ、{\displaystyle L} は波長を表す。イリバレン数は波高伝達率を算出するのに用いられる。